# Воинская часть

«Империалистическая армия — орудие угнетения, Красная Армия — орудие освобождения.»
Воинская часть (в.ч.) — организационно самостоятельная боевая и административно-хозяйственная единица, содержащаяся по установленному штату, в Вооружённых Силах и других войсках (пограничных, внутренних, железнодорожных, гражданской обороны) СССР а также государств бывшего СССР.
К воинским частям относятся:
- Управления соединений и объединений (штабы и службы бригад, дивизий, корпусов, армий, флотов и т. д.)[3][4];
- полки — независимо от их подчинённости (вхождения в состав соединений и объединений);
- корабли I, II и III ранга;
- отдельные батальоны (дивизионы, эскадрильи) — не входящие в состав полков;
- отдельные роты — не входящие в состав батальонов и полков.

## Состав и наименование воинской части
В состав воинской части входят органы управления (штаб и службы), подразделения различных родов войск и тыла.
При создании (формировании) воинской части и её преобразовании (переформировании) или переименовании определяется её действительное наименование, которое состоит из общевойскового номера, штатного наименования, почётного наименования (при наличии такового) и названий государственных наград (если часть награждалась орденами), например: 144-й гвардейский штурмовой авиационный Львовский орденов Богдана Хмельницкого и Александра Невского полк.

## Атрибуты воинской части
Для ведения делопроизводства и документации связанных с административно-хозяйственной деятельностью в воинской части имеется комплект печатей и штампов по действительному и условному наименованию.
Полки, отдельные батальоны и дивизионы (за исключением местных стрелковых войск, дисциплинарных, медицинских, автомобильных, инженерно-аэродромных, трубопроводных, авиационно-технических, военно-строительных и ремонтных), а также отдельные авиационные эскадрильи (за исключением учебно-тренировочных) имеют Боевое знамя воинской части. Корабли ВМФ — военно-морской флаг.

## Устаревшее определение
Согласно устаревшему значению, в Российской империи под термином отдельная воинская часть понималось воинское формирование, наделённое самостоятельностью в административном и хозяйственном плане, что полностью соответствует современному термину «воинская часть».

## Отдельная часть
Отдельной частью называется воинская часть, не входящая в состав соединений. Отдельные части подчиняются непосредственно штабам объединений (корпус, армия, флот, военный округ).